# Цао Ганчуань
Цао Ганчуань (кит. упр. 曹刚川, пиньинь Cáo Gāngchuān; род. 9 декабря 1935) — китайский генерал-полковник (1998), член Политбюро ЦК КПК (2002—2007), заместитель председателя Центрального военного совета Китая (2002/3—2007/8), министр обороны и член Госсовета КНР в 2003—2008 годах.
Член КПК с июля 1956 года, член ЦК 15 созыва, член Политбюро ЦК КПК 16-го созыва.

## Биография
Родился 9 декабря 1935 года в уезде Уян провинции Хэнань (сейчас эти места входят в состав городского уезда Уган городского округа Пиндиншань), по национальности — ханец. В 1954 году поступил в Третье техническо-артиллерийское училище НОАК в Нанкине, с 1956 года преподавал в артиллерийском училище. В том же году поступил на курсы русского языка для военнослужащих НОАК в Даляне, после окончания которых с 1957 года пять лет учился в Военной артиллерийской инженерной академии имени Ф. Э. Дзержинского в СССР. Затем в связи с сменой профиля академии был переведён в Пензенское высшее артиллерийское инженерное училище, которое окончил в 1963 году. По возвращении в Китай в 1963 году был назначен помощником начальника отдела боеприпасов Артиллерийского управления Главного управления логистики НОАК и занимал эту должность до 1969 года.
В 1975 году Цао Ганчуань был переведён на работу в Генштаб НОАК и назначен заместителем начальника Главного планового управления Департамента вооружений Генштаба. В 1982 году он стал заместителем начальника Департамента вооружений, в 1989 году — начальником Военного департамента, через год — начальником Управления военной торговли Центральной военной комиссии КНР. С 1992 года в течение четырёх лет Цао Ганчуань был заместителем начальника Генерального штаба НОАК.
В 1996—1998 годах председатель (в ранге министра) Комитета Госсовета КНР по делам оборонной науки, техники и промышленности.
В 1998—2002 годах начальник и секретарь парткома новообразованного Главного управления вооружений НОАК. В 1998 году был избран членом военной комиссии ЦК КПК.
В марте 2003 года он был назначен министром обороны КНР и заместителем председателя Центрального военного совета КНР. В декабре 2003 года посетил с визитом Россию, где принял участие в заседании российско-китайской смешанной межправительственной комиссии по военно-техническому сотрудничеству, а также посетил ряд предприятий ОПК в Москве и Санкт-Петербурге, а также учебный центр Ленинградского военного округа.
В 2004 году его посетил российский министр обороны Сергей Иванов, и вместе они вели переговоры сначала на берегу реки близ Лояна, а затем навестили буддийский монастырь Шаолинь.
25 августа 2005 года он встречался с министром обороны России Сергеем Ивановым в Китае и спустя 11 дней встретился с ним опять, посетив Россию по второму разу.
В сентябре 2005 года проводил деловые беседы с министрами обороны стран Казахстана и Таджикистана Мухтара Алтынбаева и Шерали Хайруллоева.
13 сентября 2006 года посетил Белоруссию, где в Минске вёл активные переговоры с Леонидом Мальцевым по продаже новой ПВО компанией Тетраэдр.
15 ноября того же года Цао Ганчуань встретился с делегатами 2-го форума ШОСа.
В сентябре 2007 года посетил штаб ВМС военных сил Франции, где вёл переговоры с Аленом Удо Де Денвилом по поводу оборон обеих стран.
В марте 2008 года, после ухода с поста министра обороны, Цао Ганчуань был вновь назначен начальником и секретарём парткома Департамента вооружений НОАК.

## Награды
- Орден Дружбы (15 июля 2008 года, Россия) — за большой вклад в укрепление дружественных отношений между Российской Федерацией и Китайской Народной Республикой[11].
- Медаль Пушкина (31 октября 2007 года, Россия) — за большой вклад в распространение, изучение русского языка, сохранение культурного наследия, сближения и взаимообогащения культур наций[12].
- Орден Дружбы народов (11 сентября 2006 года, Белоруссия) — за большой личный вклад в развитие и укрепление дружественных отношений и военно-технического сотрудничества между Республикой Беларусь и Китайской Народной Республикой[13].